# 亀井孝 (国語学者)
亀井 孝（かめい たかし、1912年6月3日 - 1995年1月7日）は、日本の国語学者、言語学者。一橋大学名誉教授。

## 人物
東京府生まれ。ユーラシア史学者・亀井高孝の長男。哲学者・亀井裕は弟
慶應義塾幼稚舎、武蔵高等学校 (旧制)を経て、1935年東京帝国大学文学部卒業。1938年同大学大学院を中退し、同大助手に就任。東京商科大学（のちの一橋大学）予科非常勤講師、同教授を経て、戦後、一橋大学助教授を経て教授。1977年定年退官し、名誉教授になる。成城大学教授、1984年に東洋文庫研究員となる。

## 業績
「国語学よ、死して生れよ」をテーゼとし、方法論それ自体に対する手厳しい批判精神に満ちていた。いわば「学問の在り方を問う立場の飽くなき提示」という知的運動こそが、亀井の学問の真骨頂であった。「技術的な方法論の適合で事足れり」とする姿勢を嫌い、日本語の実態や国学者たちの仕事にも深く身を置いた上で、言語学の批判的発展を促し続けたのである。
亀井の言語研究の神髄は「人間が関わる以上、言語学の本質は言語史学である」ということにあり、国語史に業績を残した。とりわけ日本語の音韻について研究した。
中世文献からキリシタン文献まで研究していたこともあり、貴重な古典籍の所蔵者としても知られていて、「亀井本」として利用されてきた文献資料も少なくない。旧蔵の古活字版などは現在、成城大学図書館に収められている。
指導学生に田中克彦（一橋大学名誉教授）、山口謠司（大東文化大学教授）、大塚光子（相模女子大学理事長）、中村喜和（一橋大学名誉教授）など。

## 著書

### 単著
- 『Chinese Borrowings in Prehistoric Japanese』吉川弘文館、1924年。
- 亀井高孝『詩集 松と杉』1925年。
- 『概説文語文法』吉川弘文館、1955年。
- 『亀井孝論文集 全6巻』吉川弘文館、1971-96年。
- 『ことばの森 かめいたかし』吉川弘文館、1995年7月。
- 『お馬ひんひん 語源を探る愉しみ』〈朝日選書〉1998年12月。

### 共編著
- 『日本語の歴史』全7巻別巻 大藤時彦・山田俊雄共編 平凡社 1963-1966／平凡社ライブラリー 2007-2008
- 『言語学大辞典』全6巻 河野六郎・千野栄一共編著 三省堂 1988-1996

### 校註・翻訳
- 『下学集』岩波文庫、1944年。
- 亀井孝, 水沢利忠, 岡上登喜男, 酒井憲二『史記桃源抄の研究』日本学術振興会,丸善 (発売)、1965年。 NCID BN00743510。

- 改編節用集 勉誠社 1974
- 語学資料としての中華若木詩抄(校本) 清文堂出版, 1977.3
- 語学資料としての中華若木詩抄 系譜 清文堂出版, 1980.2
- うつりゆくこそことばなれ エウジェニオ・コセリウ 田中克彦,かめいたかし共訳 クロノス 1981.6